# Tragia chevalieri
Tragia chevalieri är en törelväxtart som beskrevs av Lucien Beille. Tragia chevalieri ingår i släktet Tragia och familjen törelväxter. Inga underarter finns listade i Catalogue of Life.